# Cesare Maestri
Cesare Maestri (2. října 1929 Trento – 19. ledna 2021) byl italský horolezec.

## Život
Na počátku své horolezecké kariéry působil v Dolomitech. V roce 1958 se vydal na expedici na argentinský vrchol Cerro Torre, avšak vedoucí expedice mu nakonec výstup zakázal. Maestri se sem o rok později vrátil a spolu s Tonim Eggerem na vrchol údajně vystoupil, přičemž Egger při sestupu zahynul. Veškeré informace se zakládají na Maestriho výpovědích, a není tak jasné, zda dvojice na vrchol skutečně vystoupila (vrcholová fotografie se nedochovala, fotoaparát, který se nacházel v Maestriho batohu, byl stržen lavinou spolu s Eggerem). Maestri se sem znovu vrátil v červnu 1970, tentokrát s vrtačkou s kompresorem. Tentokrát lezl jinou trasou než původně a na dotazy, proč nezopakuje původní cestu, odpovídal neurčitě, kvůli čemuž se pochybnosti o výstupu v roce 1959 ještě zvětšily. Vrcholu však nedosáhl. Znovu se vrátil v listopadu toho roku, a to opět s kompresorem. Ani tentokrát nevystoupil na nejvyšší bod stěny. Výstup zakončil pod vrcholovou strukturou zakrytou zamrzlým sněhem, kterou on sám nepovažoval za součást hory. Kvůli použití kompresoru však byly jeho aktivity kritizovány a cesta nese název Compressor Route.

### Lietratura
- Reinhold Messner: Cerro Torre, Tragédie na skalní jehle, Brána, Praha, 2009, 1. vydání, překlad Jaroslav Voříšek, ISBN 978-80-7243-415-2, 256 s.